# Ashford (Surrey)
Pour les articles homonymes, voir Ashford (homonymie).
Ashford est une ville et une paroisse civile du Surrey, en Angleterre.